# Biblioteca nacional de Barbados
La Biblioteca nacional de Barbados o el Servicio de biblioteca nacional de Barbados (en inglés: National Library Service of Barbados) es el servicio bibliotecario público en la nación de Barbados. Con sede en la ciudad capital, Bridgetown, la sede principal se encuentra en la calle Coleridge. Fue establecido en 1906 por una beca donada por el filántropo escocés-estadounidense Andrew Carnegie. La rama principal de la calle Coleridge es un edificio de piedra de coral, construido en el estilo del Renacimiento inglés. La biblioteca mantiene y preserva tanto materiales impresos como no impresos de una impresionante colección de asuntos relativos a la cultura de Barbados que data del siglo XVIII. La biblioteca en Bridgetown y otras siete sucursales en toda la isla ofrecen membresía a todos los barbadenses y visitantes. El Servicio de Biblioteca Nacional se rige bajo la supervisión de la Oficina del primer ministro.